# Alpine A390
Der Alpine A390 ist ein rein elektrisches Mittelklasse-SUV-Coupé der französischen Marke Alpine. Nach einem Konzept 2024 wurde es Ende Mai 2025 vorgestellt, der Öffentlichkeit gezeigt wurde es beim 24-Stunden-Rennen von Le Mans 2025. Bestellbar soll das Fahrzeug zum vierten Quartal 2025 sein.

## Technik
Der A390 ist 4,62 m lang und hat einen Radstand von 2,71 m. Er ist auf der AmpR-Medium-Plattform aufgebaut. Zunächst werden zwei Modelle mit Allradantrieb angeboten: ihre Leistung beträgt 294 kW (400 PS) und 346 kW (470 PS). Beide haben einen Elektromotor an der Vorderachse und zwei Elektromotoren an der Hinterachse. Zusammen erzeugen sie bei der leistungsstärkeren Version ein Drehmoment von 808 Nm. Die hinteren Motoren beider Modelle werden getrennt angesteuert und können daher unterschiedlich Drehmomente bereitstellen („Active Torque Vectoring“). Die Energie kommt aus einem Nickel-Mangan-Cobalt-Akkumulator (NMC) mit einer Kapazität von 89 kWh. Aus dem Stand auf 100 km/h beschleunigt der A390 in 4,8 bzw. 3,9 Sekunden. Die Höchstgeschwindigkeit des GT beträgt 200 km/h, die des stärkeren GTS 220 km/h. Für das Fahrwerk und den Träger der hinteren Motoren wird Aluminium verwendet. Die Masse des Fahrzeugs ist annähernd gleich auf die Achsen verteilt: 49 Prozent auf die Vorder- und 51 Prozent auf die Hinterachse. Die Lenkung ist kurz und direkt übersetzt, das heißt, sie muss nur gering eingeschlagen werden. Das 11-kW-Ladegerät im A390 ermöglicht bidirektionales Laden, eine 22-kW-Version ist auf Wunsch erhältlich. Die Batterie kann aber auch mit bis zu 190 kW Gleichstrom schnell-geladen werden.